# Acrocercops candida
Acrocercops candida là một loài bướm đêm thuộc họ Gracillariidae. Loài này có ở Queensland.